# コーブルク - エルンストタール線
コーブルク - エルンストタール線（ドイツ語: Bahnstrecke Coburg–Ernstthal am Rennsteig）はドイツ連邦共和国バイエルン州コーブルクとテューリンゲン州ラウシャ市におけるエルンストタールを結ぶ鉄道で、主要経由地はノイシュタット、ゾンネベルク、ラウシャである。コーブルク - ゾンネベルク間は電化された幹線鉄道として、ゾンネベルク - エルンストタール間は支線鉄道として区分されている。前者の施設はドイツ鉄道により、後者の施設はテューリンゲン鉄道（Thüringer Eisenbahn, ThE）により運営されている。

## 歴史
1841年にザクセン・ヴァイマル・アイゼナッハ大公国、ザクセン・コーブルク・ゴータ公国、ザクセン・マイニンゲン公国がヴェラ鉄道建設に関する条約を締結した時に、コーブルク - ゾンネベルク間鉄道建設は含まれた。そのことでゾンネベルクが公国の中心地マイニンゲンおよび南の方向でルートヴィヒ南北鉄道と連結されることであった。1855年ヴェラ鉄道会社（Werra-Eisenbahn-Gesellschaft, WEG）は鉄道建設および運営に関する許可を獲得した。1858年11月1日にコーブルク - ゾンネベルク間は本線のアイゼナッハ - コーブルク間と共に開通された。1886年10月1日にこの路線はラウシャまで延長された。シュタイナッハ・フォェーリッツタールのおもちゃ工場、コェッペルスドルフ・ヒュッテンシュタイナッハ・シュタイナッハの磁器工場、ラウシャのガラス工業会社の売上は、鉄道延長・輸送で改善できた。地元企業の強力な要請によってWEGは本来の狭軌鉄道建設を放棄して、ラウシャまで標準軌の線路を設置した。工場主だちは事業に関連してゲオルク二世の支援を受けて、ザクセン・マイニンゲン公は他のザクセン・ヴァイマル・アイゼナッハ大公国、ザクセン・コーブルク・ゴータ公国と、WEGの鉄道建設・運営に関する協定を発議した。建設期間にはバイエルン人とイタリア人が参加した。
1895年10月1日にヴェラー鉄道会社はプロイセン王立鉄道に引き受けられて、WEG路線はエアフルト管理局に配属された。
テューリンゲンシーファーム山地の尾根における、ザクセン・マイニンゲン山村の経済状況を改善するために、1909年プロイセン王国議会は「ボック＝ヴァレンドルフ（現在リヒテ東駅） - ノイハウス＝イーゲルスヒープ間鉄道およびエル分岐線建設プロジェクト」を承認した。リヒテとヴァレンドルフの磁器製造者は分岐線建設を強力に要求したものの、ヴァレンドルフ地域の土地所有問題のため、計画完結は遅延された。1911年8月に工事は開始されて、1913年10月31日にラウシャ - エルンストタール間分岐線はボック＝ヴァレンドルフ - ノイハウス間と共に開通された。
1945年7月にソヴィエト軍はテューリンゲン州を占領した後に、列車運行はバイエルン州とテューリンゲン州の境界線で分離された。1947年9月よりベルリン分割の時期にもかかわらず、貨物列車は通行した。ノイシュタット - ゾンネベルク間コークス輸送列車は通行の減少のため、運行は1951年10月に中止された。1952年にテューリンゲン州側の線路はゾンネベルクまで撤去された。
1975年にコーブルク - ノイシュタット間電車線がバイエルン州政府の支援で設置された。コーブルクでは機関車が交替されて、電気機関車が旅客列車を牽引することとなった。同じ年に、ノイシュタット - 国内国境線間では線路が撤去された。
一方、東ドイツでは列車系統の流れが変わって、ゾンネベルク - エルンストタール間はアイスフェルト - ゾンネベルク間と共にゾンネベルク市で鉄道路線の中心となった。1945年以降列車はゾンネベルクからプロプストツェラまで、プロプストツェラ - ノイハウス線を経由して通行した。1960年代末にソンネベルク東駅のコンテナ貨物駅にガントリー型クレーンが設備されて、貨物駅は1990年代まで郡内の貨物輸送で主要駅であった。1970年代中期よりゾンネベルク - ザールフェルト間の列車はテューリンゲン森方面の観光客が利用して、乗客数は増えていた。
ドイツ国内の境界が消滅した後にノイシュタット - ゾンネベルク間は法的に廃止の状態にあった。線路を再建するには建設計画承認 (Planfeststellung) が必要であった。建設計画は1991年初めに承認されて、再建工事は同年4月に始まった。工事には電車線設置も含めて、ドイツ連邦鉄道（略DB）は材料・装備を提供して、ドイツ国営鉄道（略DR）は工事実務を担当した。1991年9月28日にノイシュタット - ゾンネベルク間は再開業されて、電気運転も可能となった。1990年よりゾンネベルク - エルンストタール間の乗客数および貨物輸送量は長い走行時間と自動車輸送増加のため急激に減少した。
1998年にゾンネベルク東駅におけるコンテナー施設は、オーバーフランケン地域の長距離貨物輸送の経路再編のため、閉鎖された。1997年1月22日に実行された保線用操重車の運転の後に、線路管理の怠慢は列車運行の一時停止を招いた。1998年夏にゾンネベルク - ラウシャ間は一千万マルクの資金で10週間に改善・補修された。同年9月に旅客輸送が再開されたものの、1999年10月に乗客数の不足とテューリンゲン州の計画取り消しのためまた中止された。不足な効用の主な原因はラウシャ - ノイハウス間の断絶で、住民はゾンネベルク郡内の官庁にバスのみで到達した。
テューリンゲン鉄道はこの路線およびプロプストツェラ - ノイハウス線を施設物子会社のDBネッツ株式会社から賃借した。2001年8月よりラウシャ - ノイハウス間の改修工事はテューリンゲン州の建設補助金で実行された。ナッセル＝テレ高架橋のアーチ構造物は不十分な安全診断結果のため爆破されて、鉄筋コンクリート構造で置き換えられた。ThE運営の運転指令所はゾンネベルク中央駅に設置されて、ゾンネベルク - エルンストタール間およびエルンストタール - ノイハウス間の列車運行は統制される。2002年12月15日に南テューリンゲン鉄道（Süd-Thüringen-Bahn）は旅客列車系統を引き受けた。
2006年5月30日、新しいクレーンはゾンネベルク東駅のコンテナー施設に設置されて、エルベ＝ヴェーザー鉄道系列の中立コンテナーシャトルシステム（Neutral Container Shuttle Systems, NeCoSS）はホーフ中央駅集荷場と北海港湾のコンテナーターミナル方面に安定なコンテナー輸送を保証することとなった。2012年8月にコーブルク - ゾンネベルク間のコンテナー輸送は中止された。
ドェルフレス＝エスバッハ連絡線はこの路線と連結されて、2017年末以降ICE列車はコーブルク駅で停車し始めた。

## 運行形態
コーブルクからエアフルトに向かうICE列車およびRE29系統列車はヘルメット分岐点まで走行してドェルフレス＝エスバッハ連絡線の経由で高速線に進入する。コーブルク - ゾンネベルク間はニュルンベルク広域運輸連合 (Verkerhsverbund Großraum Nürnberg、VGN) の運賃制適用区間である。
- RE19: ニュルンベルク - エアランゲン - バンベルク - コーブルク - コーブルク北駅 - ドェルフレス＝エスバッハ - ロェーデンタール - ロェーデンタール中駅 - モェンヒロェーデン - ノイシュタット - ゾンネベルク。
- RE28: ゾンネベルク - コーブルク北駅 - コーブルク - グループ・アム・フォルスト - リヒテンフェルス - バンベルク - エアランゲン - ニュルンベルク。
- RB41: （アイゼナッハ - バートザルツンゲン - マイニンゲン - グリンメンタール - アイスフェルト - ラウエンシュタイン -）ゾンネベルク - ゾンネベルク東駅 - ゾーンネベルク北駅 - ヒュッテングルント - ブレヒハンマー - シュタイナッハ南駅 - シュタイナッハ - ラウシャ - オーバーラウシャ - エルンストタール - ノイハウス。